# Patricia Wald
Patricia Wald (Torrington, 16 september 1928 - Washington D.C. 12 januari 2019) was een Amerikaans jurist. Ze diende twee decennia als rechter van het Hof van Beroep voor het circuit van het District of Columbia en daarna nog twee jaar als rechter van het Joegoslavië-tribunaal.

## Levensloop
Wald studeerde in 1951 af in de rechten aan de Yale-universiteit en werkte daarna een jaar als griffier. Vervolgens werd ze zelfstandig advocaat en voedde ze in deze tijd ernaast haar vijf kinderen op.
In 1968 keerde ze fulltime terug naar het juridische vakgebied en hield ze zich een tiental jaren bezig met kwesties op het gebied van juridisch algemeen nut (public interest law). Als lid van de Democratische Partij diende ze tijdens de regering van president Jimmy Carter de meeste tijd voor de assistent-minister van Justitie, totdat ze in 1979 werd benoemd tot rechter van het Hof van Beroep voor het circuit van het District of Columbia. Hier bleef ze aan tot 1999 en diende ze als rechter-president van 1986 tot 1991.
Na haar pensionering werd ze van 1999 tot 2001 rechter van het Joegoslavië-tribunaal in Den Haag. Hier was ze onder meer betrokken bij de zaak tegen Duško Tadić. Vanaf 6 februari 2004 nam ze zitting in de Iraq Intelligence Commission, een panel dat de taak had de inlichtingen van de Amerikaanse geheime diensten te onderzoeken rondom de invasie van Irak in 2003 en de massavernietigingswapens in Irak. In 2010 werd Wald lid van de denktank Constitution Project aangaande gevangenkamp in Guantanamo Bay. In augustus 2012 werd ze door de Amerikaanse senaat benoemd tot lid van de Privacy and Civil Liberties Oversight Board, dat een adviesorgaan van de senaat is.
Ze overleed op 12 januari 2019 op 90-jarige leeftijd in Washington DC.